# Pittosporum coccineum
Pittosporum coccineum là một loài thực vật có hoa trong họ Pittosporaceae. Loài này được (Montr.) Beauvis. miêu tả khoa học đầu tiên năm 1901.